# Cyphalonotus
Cyphalonotus Simon, 1895 è un genere di ragni appartenente alla famiglia Araneidae.

## Etimologia
Il nome deriva dal greco κυφαλὲος, cyphalèos, cioè curvo, incurvato, e dal latino notus, cioè noto, conosciuto, a causa dell'incurvatura dell'opistosoma dalla forma acuminata e leggermente arrotondata, postura frequente in questo genere ed in Homalopoltys.

## Distribuzione
Le sei specie oggi note di questo genere sono state rinvenute in Africa e in Asia orientale e sudorientale: la specie dall'areale più vasto è la C. larvatus reperita in diverse località dell'Africa orientale, in Congo e sull'isola di Socotra.

## Tassonomia
Dal 2012 non sono stati esaminati esemplari di questo genere.
A marzo 2014, si compone di sei specie:
- Cyphalonotus assuliformis Simon, 1909 - Vietnam
- Cyphalonotus benoiti Archer, 1965 - Congo
- Cyphalonotus columnifer Simon, 1903 - Madagascar
- Cyphalonotus elongatus Yin, Peng & Wang, 1994 - Cina
- Cyphalonotus larvatus (Simon, 1881)[3] - Congo, Africa orientale, Socotra
- Cyphalonotus sumatranus Simon, 1899 - Sumatra